# 蒋玄晖
蒋玄晖（9世纪—906年1月10日），唐朝末年人，成为宣武节度使朱温的心腹。朱温（朱全忠）控制朝廷後，任命蒋玄晖为枢密使，劫持唐昭宗迁都洛阳。将长安城焚烧、拆卸，成为一片废墟。到洛阳后，唐昭宗终日哭泣，朱温恨唐昭宗没有禅位给自己的意思及由蒋玄晖得知昭宗回护自己厌恶的皇长子德王李𥙿，就密令蔣玄暉弑君。
天祐元年（904年）八月十一日壬寅夜，朱全忠派左龍武統軍朱友恭、右龍武統軍氏叔琮和蔣玄暉弒殺唐昭宗。当天夜里，朱友恭等率兵上百人闖入內門，玄暉每門留十人，派龙武衙官史太等率众至東都椒殿院，斬殺河東夫人裴貞一，昭儀李漸榮在門外道：“院使（蔣玄暉）莫傷官家（唐、宋對皇帝的俗稱），寧殺我輩。”昭宗聞訊，身著睡衣繞著殿內的柱子逃命，被史太追上，李漸榮以身體護天子，一起被殺，史太又要杀何皇后，何皇后向蔣玄暉求饶，蒋玄晖因朱全忠只令弑君而免其一死。蒋玄晖矫诏称李渐荣、裴贞一弑逆，立辉王李祚为皇太子，更名李柷，监军国事。又矫皇后令，命太子于柩前即位，即唐昭宣帝，何皇后被尊为皇太后。
是年十月，朱温返回洛阳，得知昭宗已死，故意假装震驚，伏於棺材大哭说：“奴辈负我，令我受恶名于万代！”斬殺朱友恭、氏叔琮等人。第二年，朱温命令蒋玄晖趁设宴之机杀害德王李裕、棣王李祤、虔王李禊、沂王李禋、遂王李祎、景王李祕、祁王李祺、雅王李禛、琼王李祥。
朱温想登上皇位，蒋玄晖、宰相柳璨认为应该仿效汉魏以来的规矩，先封大国，加九锡，然后受禅。蒋玄晖和太常卿張廷範又认为天下未定，眼下不宜加九锡。朱温认为他们是不想让自己当皇帝。而何太后也通过宫人阿秋、阿虔联系蒋玄晖，哀求一旦改朝换代可以保全母子。宣徽副使王殷、赵殷衡素与蒋、张不和，趁机诬告蒋玄晖、张廷範、柳璨在何太后居所积善宫刻石像埋下，对太后焚香盟誓复兴唐朝，朱温在十二月十三遣使收斩蒋玄晖，追削蒋玄晖为凶逆百姓；王、赵又诬告何太后和蒋玄晖有染，十二月廿五，朱全忠密令王、赵在积善宫杀死太后，迫昭宣帝敕称太后系私通弑君元凶秽乱宫闱事发而自杀，追废太后为庶人；后又车裂张廷範，斩柳璨于上东门外。

## 延伸阅读
[在维基数据编辑]
 《新唐書·卷223下》，出自《新唐書》